# Чемпионат СССР по классической борьбе 1988

57-й Чемпионат СССР по классической борьбе проходил в Тбилиси с 19 по 24 января 1988 года.

## Медалисты
| Весовая категория            | Золото                        | Серебро                        | Бронза                          |
| ---------------------------- | ----------------------------- | ------------------------------ | ------------------------------- |
| До 48 кг Наилегчайший вес    | Сергей Суворов Омск           | Виктор Савчук Москва           | Олег Кучеренко Ворошиловград    |
| До 52 кг Легчайший вес       | Андрей Калашников Киев        | Виктор Колесник Кишинёв        | Анатолий Романюк Николаев       |
| До 57 кг Полулёгкий вес      | Александр Шестаков Гродно     | Тимержан Калимуллин Омск       | Сергей Буланов Ростов-на-Дону   |
| До 62 кг Лёгкий вес          | Арутик Рубенян Ленинакан      | Геннадий Атмакин Саранск       | Валерий Перминов Москва         |
| До 68 кг 1-й полусредний вес | Ислам Дугучиев Ростов-на-Дону | Аслаудин Абаев Грозный         | Мнацакан Искандарян Ленинакан   |
| До 74 кг 2-й полусредний вес | Даулет Турлыханов Алма-Ата    | Александр Кондрацкий Киев      | Шамиль Магомедов Ростов-на-Дону |
| До 82 кг 1-й средний вес     | Михаил Мамиашвили Москва      | Сергей Насевич Ростов-на-Дону  | Беги Дарчия Тбилиси             |
| До 90 кг 2-й средний вес     | Владимир Попов Омск           | Павел Потапов Ульяновск        | Сергей Демяшкевич Минск         |
| До 100 кг Полутяжёлый вес    | Анатолий Федоренко Гродно     | Гурам Гедехаури Тбилиси        | Игорь Каныгин Витебск           |
| До 130 кг Тяжёлый вес        | Александр Карелин Новосибирск | Игорь Ростороцкий Новороссийск | Николай Макаренко Киев          |